# Tenpyō
Tenpyō (天平), também romanizado como Tempyō, foi um nome de era japonesa (年号,, nengō,, lit. "nome de era") após a era Jinki e antes de Tenpyō-kanpō. Este período cobre os anos de agosto de 729 a abril de 749. O Imperador reinante era o Shōmu-tennō (聖武天皇).

## Mudança de era
- 729 Tenpyō gannen (天平元年): O nome da nova era foi criado para marcar um evento ou série de eventos. A era anterior terminou e a nova começou em Jinki 6, no5º dia do 8º mês de 729.[3]

## Eventos da eraTenpyō

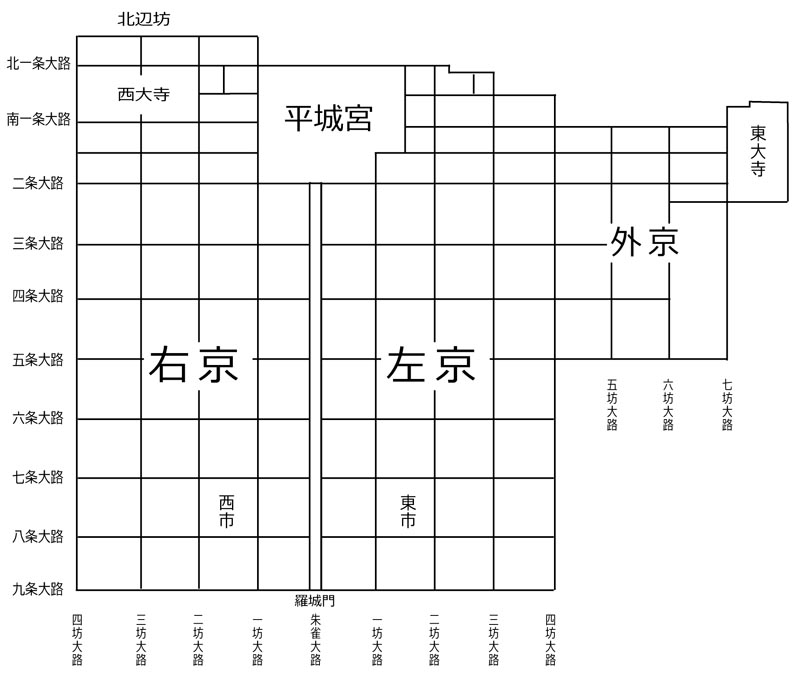
Plano do Heijō-kyō (Nara)

- 740 (Tenpyō 12, 8º mês): Na corte do Imperador Shōmu em Nara, Kibi no Makibi e Genbō conspiraram para desacreditar Fujiwara no Hirotsugu, que é Dazai shoni em Kyushu.[4]
- 740 (Tenpyō 12, 9º mês): As revoltas de Hirotsugu em relação à influência crescente de Genbo e outros.[4]
- 740 (Tenpyō 12, 9º mês): Sob o comando de Ōno no Azumabito, um exército de 17 mil soldados é enviado a Kyushu para parar os potenciais distúrbios.[4]
- 740 (Tenpyō 12, 10º mês): Hirotsugu é derrotado na batalha, sendo degolado na província de Hizen.[4]
- 740 (Tenpyō 12): A capital é transferida para Kuni-kyō.[5]
- 741 (Tenpyō 13): O Imperador decreta o estabelecimento de templos provinciais ("kokubunji"). Eles e os conventos das províncias ("kokubunniji") foram estabelecidos por todo o país.[6] O nome mais formal para esses "kokubunji" era "konkomyo-shitenno-gokoku no tera" (que significa "templos para a proteção das quatro deidades guardiães da luz dourada "). O nome mais formal para esses "bokubunniji" era"hokke-metuzai no tera" (que significa "conventos para eliminar pecados por meio do Sutra Lótus ").[6]
- 743 (Tenpyō 15): O Imperador emite um rescrito para construir o Daibutsu (Grande Buda), mais tarde concluído e colocado no Tōdai-ji, Nara.[7]
- 743 (Tenpyō 15): A lei da Propriedade Perpétua de Terras Cultivadas (墾田永代私財法) é emitida
- 744 (Tenpyō 16): Naniwa-kyō anunciada como capital.[4]
- 745 (Tenpyō 17): A capital retorna para Heijō-kyō (Nara), construção do Grande Buda é reiniciada.[8]
- 749 (Tenpyō 20): Após 25 anos de reinado, o Imperador Shomu abdica em favor de sua filha, Takano-hime, que se torna Imperatriz Kōken. Após sua abdicação, Shomu se transforma no primeiro ex-imperador a tornar-se um sacerdote budista. A Imperatriz Komyo, seguindo o exemplo de seu marido, também fez votos sagrados para se tornar uma monja budista.[9]